# 納巴泰人

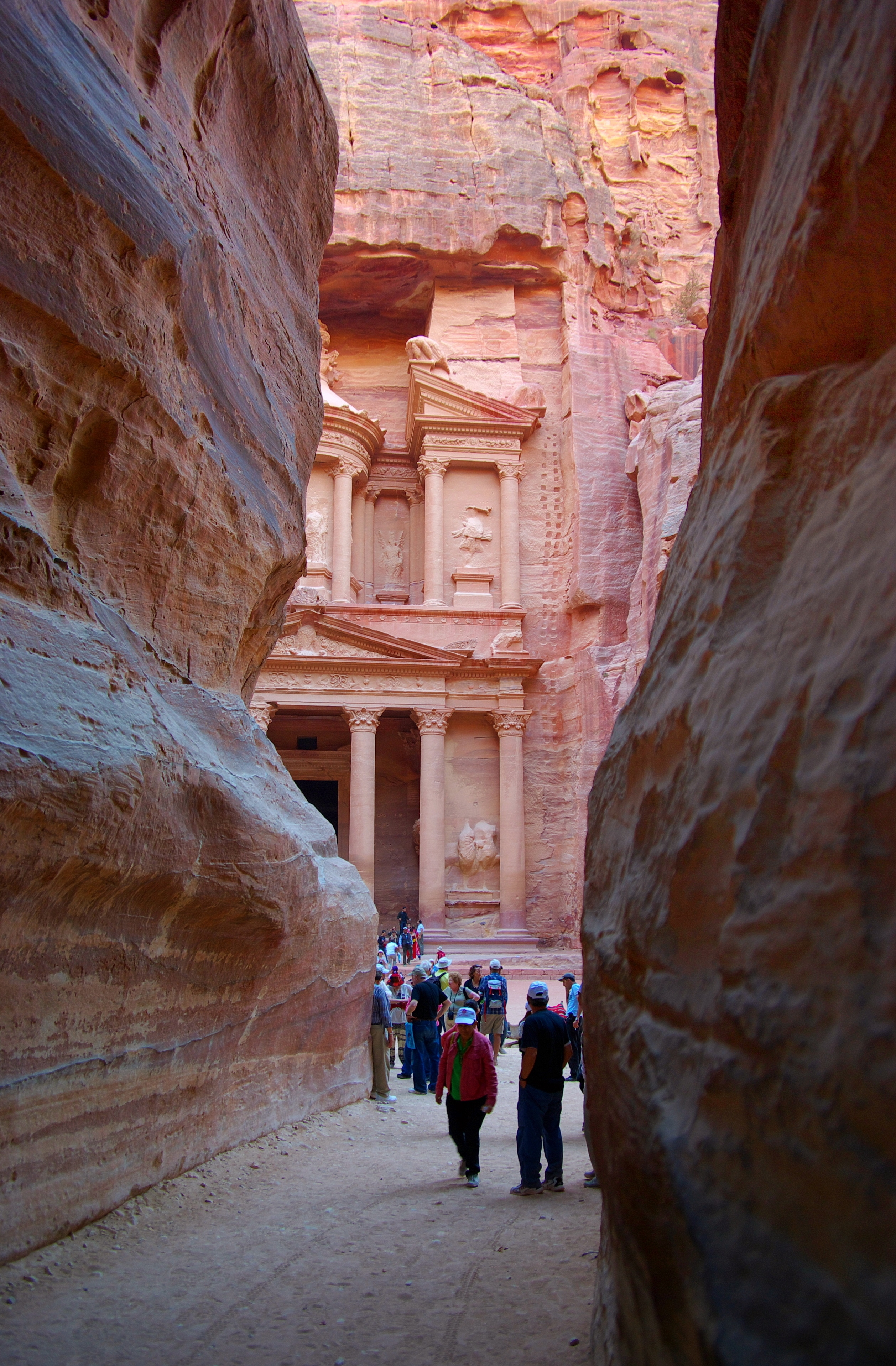
納巴泰人建造的卡兹尼神殿遺跡

納巴泰人（阿拉伯文：‎；英文：Nabataeans），或譯納巴提人， 是在約旦、迦南的南部和阿拉伯北部營商的古代商人。弗拉維奧·約瑟夫斯把敘利亞和阿拉伯的邊界、幼發拉底河至紅海的地命名為「納巴泰」，也就是他們位於綠洲的居住地和名字來源。
他們寬鬆的貿易管理網絡以一串綠洲為中心點，但中心點沒有足夠範圍作集体農業，而綠洲間的通路在荒漠周遭毫無防線。在106年羅馬帝國皇帝圖拉真征服納巴泰並併入羅馬帝國，使得其文化尤其是罐裝著色陶器業分散，最後永久失落。

## 文化
大量的塗鴉和題字（主要是名字、祝賀語）證明納巴泰人的文化圈遠至北方的死海，曾是廣泛散佈的文明。特別的是廟宇中沒有題字名字分析顯示納巴泰文化包含不止一個種族。不過除了這些外，就再沒有納巴泰其他遺物或文學幸存。最早提及納巴泰人的是西西里的狄奧多羅斯，他認為納巴泰的貿易路線和其貨物來源對他們來說是商業機密，所以傳說中的相關資料是不實卻令外人輕信。他說納巴泰人是有10000個戰士的強大部落，在阿拉伯遊牧民族中算是傑出，避開其他部落發展農業、修理房子、和酒的使用，使牧人可在「幸福阿拉伯」（托勒密提出的術語，拉丁轉譯作 Arabia Felix，今也門）交易乳香、沒藥來經營海港業務；亦在埃及交易死海的瀝青。 旱地是他們最佳的守護者，因為在多岩、泥的土壤開鑿的樽形蓄（雨）水塔乃優良的藏身地（更易伏擊侵略者）。納巴泰人的貿易擴張帶來遠至紅海的交叉文化影響。在佩特拉(今約旦)崇拜的神都歸納巴泰人的神獨沙拿（意譯「山神」）和 al-Uzza（意譯「強者／最有勢力者」）管理。

## 起源
納巴泰人的起源至今不明。在腔調相似度而言，傑羅姆（Jerome，37年 - 1xx年）提出納巴泰人和尼拜約人（Nebaioth，在《聖經》《創世記》提及）有關連，但現代歷史學家對早期納巴泰歷史持謹慎小心態度。
在前586年發生的巴比倫囚虜 使猶太陷入權力真空，以東人移居猶地亞（今以色列、巴勒斯坦、約旦）的放牧地，納巴泰人碑銘自此留在以東境內（正值安提哥一世攻擊佩特拉失敗，早於312年）。佩特拉或 Sela 是古以東首都。以東人在巴比倫囚虜得益後進入猶地亞南部，納巴泰人趁機佔領古以東，成功發展商業，並成為亞喀巴灣海岸和 Elath 重要海港的主人。阿加薩克斯（拉丁轉譯：Agatharchus）認為那段時期對當權者很棘手，因為海盜又再破壞埃及和東方的貿易，直至海盜被亞歷山大的托勒密王朝的統治者嚴懲。
納巴泰人首次在歷史舞台出現已經略帶外國文化─自然是阿拉姆文化，他們甚至用古敘利亞文（古阿拉姆人在美索不達米亞北部的方言文字）寫信給安提哥皇帝。隨著塞琉古帝國衰落，納巴泰人從部落壯大至王國，把其邊界向北擴至約旦以東的富饒國土，但民族自尊沒有使放棄使用阿拉姆文（從硬幣和碑銘可知）。而納巴泰人發明的北阿拉伯文字演化為現代阿拉伯文字。納巴泰人佔領了浩蘭（阿拉伯文：‎；拉丁轉譯：Ḥaurān，今敘利亞南部，在《聖經》《以西結書》47:16-18提及），在約前85年他們的皇帝亞哩達三世（Aretas III）成為大馬士革和「敘利亞山谷」（Coele-Syria，今敘利亞、黎巴嫩邊境）的統治者。
在伊拉克和敘利亞，納巴泰人是阿拉姆人的阿拉伯名字，但這是把納巴泰人誤當作從巴比倫尼亞（在美索不達米亞的古城邦，是蘇美爾人和阿卡德人的領土）移民的阿拉姆人。從納巴泰人的題字可見，上述正當的名應是受阿拉姆文化影響的阿拉伯人。不過不同群組的納巴泰人寫他們的名都略有不同，所以考古學家不願說納巴泰人都是來自同一個部落，或者有任何一個群組屬於原納巴泰人。

## 語言
從納巴泰人的題字可見，阿契美尼德帝國滅亡後（前330年），自前200年起阿拉姆語對他們的影響日漸減退。納巴泰字母也從阿拉姆字母中分裂出來。反而阿拉姆方言日漸受阿拉伯方言影響。從300年起，阿拉伯的影響取得壓倒性優勢，換句話說納巴泰語無痕跡地由接近阿拉姆語轉為接近阿拉伯語。而阿拉伯字母在400年從納巴泰字母分裂出來，變得連接、草體。

## 農業
雖然那時沒有現在那麼乾旱，納巴泰人的土地仍只是荒漠，需要特別的農業系統。其一是把部分地劃為多個淺漏斗以在正中種植一棵果樹。荒漠在「雨季」前只會有約一兩個下雨日，果樹的周邊範圍會崩潰。「雨季」時，淺漏斗集得的雨水會流入果樹和被果樹下的土壤吸收。如此乾旱的土壤被濕潤時就會保留並貯藏水分。

## 希臘、羅馬時期

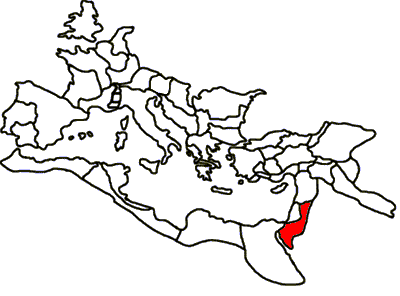
羅馬帝國阿拉比亞行省位置（圖中央是地中海）

在希臘文化的輝煌下，佩特拉在前100年迅速建造，人口急增至20,000人。
當初哈斯蒙尼王朝和塞琉古帝國起鬥爭時，納巴泰人是前者的同盟。之後納巴泰人成為猶地亞王朝在輝煌時期的競爭者，他們的混亂狀態惹來格奈烏斯·龐培干涉猶地亞。很多納巴泰人被哈斯蒙尼王朝犹太国王亚历山大·詹纳乌斯強逼改信猶太教。這皇帝平定納巴泰人叛亂後，侵佔納巴泰人的摩押和基列兩座城，徵收無指明數量的貢品。在前90年，納巴泰統治者奧保達一世（Obodas I）知道阿歷山大·贊拿烏斯將襲，所以他伏兵於 Gaulane 並成功擊潰猶太陸軍。
羅馬軍方在和納巴泰人的戰役失利，因為在前62年馬庫斯·阿米利烏斯·司哥路斯（Marcus Aemilius Scaurus）接受 300 他連得 賄賂以解除圍攻佩特拉（納巴泰人的地），當然部分原因是複雜地形和食物供應短缺。亞哩達三世（Aretas III，納巴泰人的統治者）的朋友约翰·海卡努斯被馬卡斯·阿米利暗斯·司哥路斯派去亞哩達三世以錢求和。亞哩達三世同意，並保留了自己的領土包括大馬士革 ，又成為羅馬帝國的封候。
在馬里卡二世（Malichus II）時期，在 32 BC 羅馬帝國猶太行省代理王大希律王在克利奧帕特拉七世（埃及艷后）支持下和納巴泰開戰。戰事開初大希律王的軍隊利用大量騎兵搶劫納巴泰和佔領迪安（Dion）。經這挫折後，納巴泰軍隊團兵於卡納薩（拉丁轉譯：Kanatha；今敘利亞）但被擊潰。克利奧帕特拉七世的將軍阿西尼奧（Athenio）派卡拿薩人援助納巴泰人，打垮大希律王的陸軍，使後者逃至奧米扎（Ormiza）。但一年後大希律王的軍隊卻蹂躪了納巴泰軍。
有一次猶太行省地震後，納巴泰人造反並侵略以色列，但大希律王馬上越約旦河到費拉德爾菲亞（阿拉伯文：‎，今作安曼）使雙方紮營暫戰。由阿爾西默斯（Elthemus）領導的納巴泰人改為拒絕作戰，但大希律王卻主動攻納巴泰軍的營地。困惑的納巴泰軍無奈迎戰但被擊敗。當他們撤退時，大希律王包圍其營地並維持了一段時間。部分士兵投降，而其餘的想付500他連得以獲和平但被拒絕。納巴泰軍因長期缺水而被逼出營作戰，不過再被打敗。106年，納巴泰終被羅馬帝國軍隊攻陷，納入猶太行省。
作為羅馬帝國的同盟，納巴泰在一世紀時繼續繁榮興旺。他們的力量範圍伸延至今也門一帶，而佩特拉仍保持世界市場的地位，儘管新興的尼羅河商路（由邁奧沙默斯（拉丁轉譯 Myoshormus）至科普特）搶了它不少生意。

### 納巴泰統治者列表
曾統治過納巴泰地區（今約旦、敘利亞南部、以色列南部、沙特阿拉伯西北部）的統治者如下：
| 時期                      | 名                                                           | 註                                                                         |
| ------------------------- | ------------------------------------------------------------ | -------------------------------------------------------------------------- |
| 約前169年                 | 亞哩達一世（Aretas I）                                       |                                                                            |
| 前144年 – 前110年         | 馬里卡一世（Malichus I）                                     |                                                                            |
| 前110年 – 前100年         | 伊羅提默斯（Erotimus）                                       |                                                                            |
| 前120年／前110年 – 前96年 | 亞哩達二世（Aretas II）                                      | *另有指是拉貝爾一世（Rabbel I）的繼任人                                    |
| 前90年 - ?                | 奧博達一世（Obodas I）                                       |                                                                            |
| 前140年 - ?               | 拉貝爾一世（Rabbel I）                                       | *另有指是亞哩達一世（Aretas I）的繼任人                                    |
| 87 / 前82年 – 前62年      | 亞哩達三世（Aretas III）                                     | 在 62 BC 被羅馬帝國承認                                                    |
| ? - ?                     | 奧博達二世（Obodas II）                                      | 他是否皇帝至今成疑，可能只統治了數個月                                     |
| 60 / 前47年 – 前30年      | 馬里卡二世（Malichus II）                                    | 成為羅馬帝國在猶太行省代理王大希律王的封侯                                 |
| 前30年 – 9 BC             | 奧博達三世（Obodas III）                                     | 成為羅馬帝國的封侯。可能只統治數個月（正如奧保達二世一樣，歷史甚少提及他） |
| 前9年 – 40年              | 亞哩達四世（Aretas IV）                                      |                                                                            |
| 前9年 – 40年              | 切爾杜（Chuldu）（皇后）                                     |                                                                            |
| 前9年 – 40年              | 莎基拉斯（Shaqilath）（皇后）                                | 莎基拉斯同時是亞哩達四世的女兒、皇后；同時是馬里卡二世的姊／妹、皇后       |
| 40年 - 70/71              | 馬里卡二世（Malichus II）                                    |                                                                            |
| 40年 - 70/71              | 莎基拉斯（Shaqilath）（皇后）                                | 有關莎基拉斯的事請參照上兩行                                               |
| 70/71 - 106               | 拉貝爾二世（Rabbel II）                                      |                                                                            |
| 70/71 - 106               | 加米拉斯（Gamilath）（皇后）                                 |                                                                            |
| 106                       | （被羅馬帝國皇帝圖拉真攻打並吞併，成為其阿拉伯行省的一部分） | （被羅馬帝國皇帝圖拉真攻打並吞併，成為其阿拉伯行省的一部分）               |

## 外部連結
- 納巴泰人研究報告（BNS-Bulletin of Nabataean Studies） （页面存档备份，存于）
- 在內蓋夫的納巴泰人 （页面存档备份，存于）
- 《猶太人百科全書》（Jewish Encyclopedia）的資料 （页面存档备份，存于）
- 納巴泰.Net （页面存档备份，存于）
- 古代沙漠農業復興系統（Ancient Desert Agriculture Systems Revived）的考古研究 （页面存档备份，存于）